# Georg Meier (pilote moto)
Cet article concerne le pilote auto et moto Georg Meier. Pour le joueur d'échecs, voir Georg Meier.
Georg Meier surnommé « Schorsch », né le 9 novembre 1910 à Mühldorf am Inn dans l'Empire allemand et mort le 19 février 1999 à Munich en Allemagne, était un pilote auto et moto allemand célèbre pour être avoir été le premier pilote étranger à remporter la course Senior du Tourist Trophy de l'île de Man en 1939 sur une BMW d'usine tout en étant le premier pilote moto à boucler une épreuve à plus de 160 km/h de moyenne.

## Biographie

### Jeunesse et débuts
Meier nait à Mühldorf am Inn, dans le Royaume de Bavière sous l'empire allemand. Il quitte l'école à quatorze ans pour devenir apprenti dans un atelier mécanique de la ville où il acquiert son surnom : Schorsch, le diminutif bavarois de Georg. À dix-neuf ans, Meier apprend que la police d'état bavaroise crée une section de police à moto, pour laquelle il postule et où il est accepté, en 1929. Après trois années d'entraînement, Georg Meier rejoint l'équipe officielle de la police à moto en 1932.

### Carrière en course
Après être devenu un membre de la police bavaroise, Georg Meier s'engage dans des épreuves d'endurance longues de 1 000 km, alors très populaires et considérées comme un bon entraîenement pour les pilotes moto. En 1934, Meier s'attire l'attention de l'équipe moto de l'armée allemande après avoir remporté une épreuve d'endurance de 1 000 km avec près d'une heure d'avance sur ses premiers poursuivants, tout en ayant conduit une BMW R4, un modèle doté d'un monocylindre de 400 cm3 alors peu populaire. Associé aux autres pilotes de l'armée allemande, Fritz Linhardt et Joseph Forstner, il remporte tellement d'épreuves en endurance qu'il acquiert le surnom « Der Gusseiserne Schorsch » (Georg l'homme de fer).

### 1937: l'International Six Day Trial
Après plusieurs succès dans des épreuves d'endurance de 1 000 kilomètres, Georg Meier est choisi pour représenter l'Allemagne à International Six Days Enduro 1937 au Pays de Galles. Il est associé aux pilotes Joseph Stelzer et Ludwig « Wiggerl » Kraus qui se sont distingués dans des side-cars BMW de 600 cm3, passés depuis peu à une BMW flat-twin de 500 cm3. Au terme de cette épreuve de six jours, les deux équipes Britannique et Allemande sont à égalié aux points. Pour les départager, une épreuve de vitesse est organisée à Donington Park. L'équipe britannique utilise des machines de 350 cm3 tandis que l'équipe allemande, à cause du système de handicap relatif à leurs BMW de 500 cm3. Il est à noter que deux des coureurs britanniques possédaient une vaste expérience de course sur route avec Vic Brittain (Norton) et George Rowley (AJS). En effet, même si Georg Meier manque d'expérience en course sur route, il remporte l'épreuve de vitesse de Donington, ce qui n'empêche pas l'équipe allemande de s'incliner à la défaveur du système de handicap pour seulement dix secondes. Les officiels de l'équipe allemande sont tellement impressionnés de la performance de Meier qu'ils suggèrent à BMW de faire de lui un pilote officiel.

### 1937–1939: pilote officiel pour BMW
L'équipe d'usine de BMW doit alors faire face au départ de leur pilote Otto Ley (de) qui quitte la compétition. Lors d'une course à Schleiz en 1937, Georg Meier se voit offrir l'occasion de piloter une des nouvelles BMW compressées lors des essais. Après quelques tours, il rentre aux stands et dit au manager de l'écurie BMW : « la course sur route est beaucoup trop dangereuse pour moi ». L'équipe parvient à persuader Georg Meier de continuer et de terminer les essais, au cours desquels il signe les quatre meilleurs temps. Toutefois, il ne peut pas prendre le départ car il n'appartient pas officiellement à l'équipe BMW. En 1938, il remplace officiellement Otto Ley au sein de l'écurie et remporte l'Eilenreiden Race à Hanovre où il signe le record du tour tout en ayant raté son départ au point d'avoir été à ce moment dernier de la course.
Pour le Tourist Trophy de l'île de Man 1938, Georg Meier est engagé par l'écurie BMW, en compagnie de Jock West (en) et de Karl Gall (en). Cependant, Gall se blesse lors d'essais non officiels, il est retrouvé vivant, dans un fossé, incapable de prendre part à l'épreuve. Sur la ligne de départ de la manche Senior (500 cm3), un mécanicien de BMW change une bougie du moteur de la BMW de Georg Meier
. Ce dernier prend le départ de la course sur un cylindre seulement, mais, doit abandonner à l'issue de premier tour, laissant le local Harold Daniell (en) remporter l'épreuve sur une Norton. Le premier pilote BMW, Jock West termine cinquième.
En 1938, Georg Meier remporte le Grand Prix de Belgique en 500 cm3 à Spa-Francorchamps ; le Grand Prix des Pays-Bas en 500 cm3, le Grand Prix d'Allemagne sur le Sachsenring et le Grand Prix d'Italie à Monza. Meier laisse la victoire à son coéquipier Jock West au Grand prix d'Ulster, ce qui ne l'empêche pas de devenir champion d'Europe de vitesse moto en catégorie 500 cm3.
En 1939, Meier est promu Sergeant-Instructeur pour la police militaire, mais, continue de s'engager pour l'écurie d'usine de BMW. Il est sélectionné au même titre qu'un autre pilote moto : Hermann Paul Müller en tant que pilote de réserve pour l'écurie Auto Union AG. Durant des essais au Tourist Trophy de l'île de Man 1939, Karl Gall, coéquipier de Georg Meier subit un grave accident dont il décède peu de temps après, des suites d'une pneumonie. Après avoir sérieusement considéré l'idée de se retirer de l'épreuve, les managers de BMW engagent Meier et Jock West en catégorie Senior (500 cm3). Une bonne idée, puisque Meier remporte l'épreuve à la moyenne de 143,8 km/h devant West.

#### 1939: Tourist Trophy de l'île de Man Senior
Deux semaines après avoir être devenu le premier étranger à remporte le Tourist Trophy de l'île de Man, en catégorie Senior, Meier remporte le Grand Prix des Pays-Bas à Assen en 500 cm3, puis le Grand Prix de Belgique à Spa signant là la première victoire d'un pilote à une vitesse moyenne supérieure à 160 km/h. Meier rate le départ du Grand Prix de France moto pour participer en auto au Grand Prix de l'ACF à Reims, avec Auto Union, où il termine second. Revenu à la moto dès le Grand Prix de Suède, Meier chute à deux reprises en tentant de poursuivre Dorino Serafini sur sa Gilera et se blesse, ce qui l'empêche de prendre part au reste de la saison. Serafini remporte les Grands Prix d'Allemagne, d'Ulster et d'Italie en 500 cm3 remportant du coup le championnat d'Europe dans la catégorie reine.

#### 1939: pilote pour Auto Union

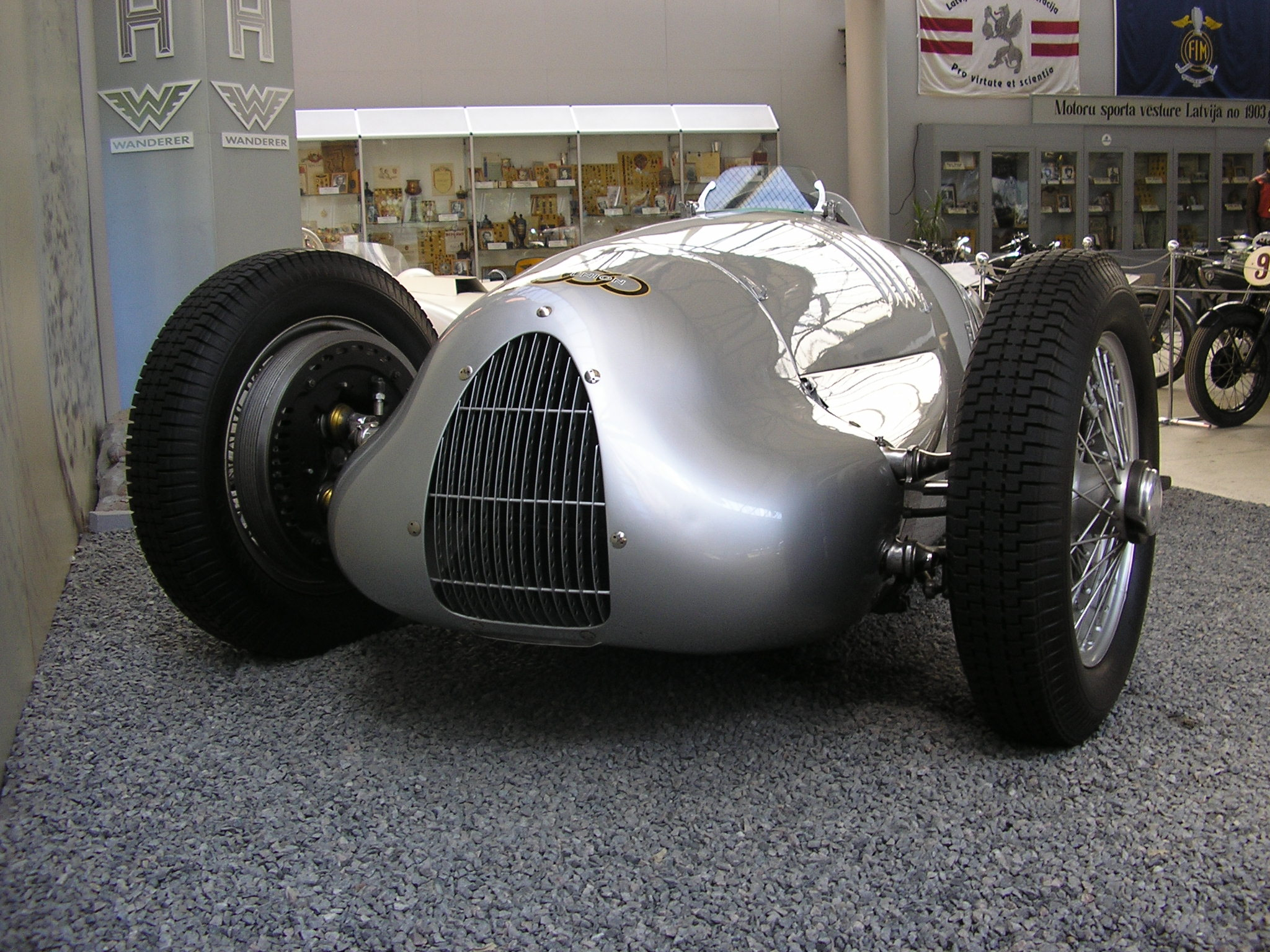
Une Auto Union Type D identique à celle sur laquelle Georg Meier courut au Motormusée de Riga.

L'Eifelrennen est la première épreuve de la saison pour l'écurie Auto Union. Il est, comme Hermann Paul Müller, lui aussi venu de la moto, pilote de réserve pour l'épreuve. Après s'être qualifié pour l'épreuve, Hans Stuck se blesse le pied en jouant au skittles et c'est Meier qui est choisi pour remplacer Stuck, toutefois, un problème mécanique l'empêche de prendre le départ de la course avec son Auto Union Type D. Hermann Lang sur sa Mercedes-Benz W154 remporte le Grand Prix de l'Eifel devant Tazio Nuvolari, le pilote d'Auto Union qui, pour essayer de remporter l'épreuve, a couvert l'ensemble des tours en tentant de ne pas s'arrêter. Au Grand Prix de Belgique, Georg Meier remplace encore Hans Stuck. La course, disputée sous une forte pluie est marquée par l'accident mortel de l'anglais Richard Seaman. Au quatorzième tour, Georg Meier, poussé dans un fossé par un pilote privé d'origine suisse, Adolfo Mandirola (pl), doit abandonner. La course est remportée par Lang. Le Grand Prix de France à Reims voit les Auto Unio s'imposer après les retraits des pilotes Mercedes : Rudolf Caracciola à la suite d'un accident au premier tour, Manfred von Brauchitsch à la suite d'une panne moteur au dix-septième tour et Hermann Lang sur panne moteur au trente-sixième tour. La course est remportée par Hermann Paul Müller devant Georg Meier qui termine la course second après avoir été brûlé au bras pendant un arrêt dans les stands.

### Service militaire
Après son accident du Grand Prix de Suède en août 1939, Georg Meier met deux mois à recouvrir ses moyens, mais, à cause de la blessure, il est déclaré inapte pour le service, mais, est mis à contribution comme instructeur pour les pilotes moto de la Police Militaire et, en tant que pilote personnel de Wilhelm Canaris, le chef de l'Abwehr, le service de renseignements de l'Allemagne de 1935 à 1944.

### Carrière après-guerre

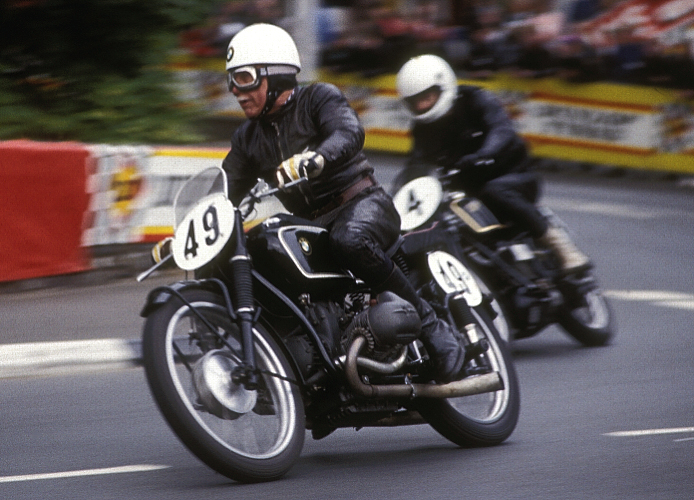
Georg Meier pilotant une BMW RS 255 Kompressor à l'IOMTT 1989.

À la fin de Seconde Guerre mondiale, les Allemands sont exclus des compétitions jusqu'en 1951, c'est pourquoi Georg Meier reprend le guidon dans le championnat moto d'Allemagne en 500 cm3, qu'il remporte à six reprises entre 1947 et 1953 sur une BMW d'avant-guerre modifiée. En 1952, il devient le sportif allemand de l'année en 1949, le premier pilote moto à remporter ce prix. Georg Meier forme l'équipe BMW-Veritas et remporte le championnat allemand de voitures de sport en 1948.
Après avoir pris l'ascendant sur Walter Zeller (en) dans le championnat d'Allemagne en 1953, Georg Meier se retire de la compétition au profit de son commerce de motos BMW. Depuis, Meier a participé en 1983 au soixantième anniversaire de la production de motos par BMW, puis, en 1989 à une démonstration d'une BMW RS 255 Kompressor durant le tour d'honneur du Tourist Trophy de l'île de Man.

## Résultats en course

### Résultats du Tourist Trophy de l'île de Man Senior 1939
| Pos. | Pilote         | Écurie | Vitesse moyenne | Temps             |
| ---- | -------------- | ------ | --------------- | ----------------- |
| 1    | Georg Meier    | BMW    | 143,8 km/h      | 2 h 57 min 19 s 0 |
| 2    | Jock West (en) | BMW    | 142,0 km/h      | 2 h 59 min 39 s 0 |
| 3    | Freddie Frith  | Norton | 141,6 km/h      | 3 h 00 min 11 s 0 |

### Résultats en Grand Prix automobile
| no | Année | Grand Prix                                | Circuit                  | Départ | Écurie        | Voiture           | Résultat    | Résumé |
| -- | ----- | ----------------------------------------- | ------------------------ | ------ | ------------- | ----------------- | ----------- | ------ |
| 1  | 1939  | ADAC Eifelrennen                          | Nürburgring Nordschleife |        | Auto Union AG | Auto Union Type D | Non partant | Résumé |
| 2  | 1939  | Grand Prix de Belgique                    | Spa-Francorchamps        | 6e     | Auto Union AG | Auto Union Type D | Abandon     | Résumé |
| 3  | 1939  | Grand Prix de l'Automobile Club de France | Reims-Gueux              | 7e     | Auto Union AG | Auto Union Type D | 2e          | Résumé |
| 4  | 1939  | Großer Preis von Deutschland              | Nürburgring Nordschleife | 9e     | Auto Union AG | Auto Union Type D | Abandon     | Résumé |